# Tommy Sampson
Tommy Sampson (1918 – Dunfermline, 20 oktober 2008) was een uit Schotland afkomstige Britse jazztrompettist en orkestleider.

## Biografie
Sampson speelde in zijn vroegste jeugd kornet in het Leger des Heils. In 1939 ging hij bij het Britse leger (Royal Artillery) en kwam bij Tobruk in Italiaanse gevangenschap, die duurde tot 1945 in Italië en Duitsland, waarbij hij in krijgsgevangenschap koren en bands organiseerde. Daarna leidde hij tot aan zijn ontslag uit het leger in 1946 het Scottish Command Dance Orchestra. Als burger formeerde hij een eigen bigband (toentertijd 17 leden), die voor de eerste keer met groot succes speelden in januari 1947 in de Eldorado Ballroom in Leith (Schotland) bij Edinburgh. Ze toerden door het Verenigd Koninkrijk en in 1948 in Europa (Italië en Duitsland) voor de Combined Services Entertainment (CSE), totdat zijn gezondheidstoestand en financiële redenen hem in december 1949 dwongen om de band op te geven. Veel van zijn muzikanten waren daarna in de band van Ted Heath.
Daarna werkte hij in Londen voor muziekuitgevers (Chappel's), als arrangeur en zong en arrangeerde hij tien jaar met het George Mitchell-koor en de zanggroep Sapphires. Hij leidde en arrangeerde twee jaar voor het BBC Welsh Dance Orchestra en diens koor. Daarna verhuisde hij weer naar Schotland, waar hij zijn eigen dans- en showbands leidde in de regio Glasgow en in hotels in Edinburgh. Later verhuisde hij naar Dunfermline. Hij organiseerde liefdadigheidsconcerten en de kerstconcerten van het Leger des Heils. Als laatste leidde hij een band tijdens het Edinburgh Jazz Festival in 2008.
Zijn bigband van de jaren 1940 genoot later een bijna legendarische reputatie, ook toen er geen plaatopnamen waren (de enige opname bij Decca Records werd niet uitgebracht en is waarschijnlijk verloren gegaan). Er bestaan weliswaar opnamen van de BBC-radio-uitzendingen, die privé werden geperst op plaat en collectoritems zijn. De arrangeur van zijn band was Edwin Holland. Het voorbeeld van de band was de bigband van Stan Kenton.
Kleine groepen van zijn muzikanten speelden in 1949 bop. Tot de leden van zijn band tijdens de jaren 1940 behoorden Ralph Hutchinson (saxofoon), Joe Temperley (klarinet), Henry Mackenzie, Ron Simmonds (trompet), Phil Seamen, Hank Shaw, Alan Davey, Johnny Hawksworth (contrabas). Wellicht speelde Johnny Dankworth, die tijdens de jaren 1940 eveneens een succesvolle band leidde, mee op enkele radio-opnamen.